# Anastasía
Anastasía (Anastasia) är en ort i Grekland.   Den ligger i prefekturen Nomós Serrón och regionen Mellersta Makedonien, i den nordöstra delen av landet, 300 km norr om huvudstaden Aten. Anastasía ligger 462 meter över havet och antalet invånare är 258.
Terrängen runt Anastasía är lite bergig. Runt Anastasía är det ganska glesbefolkat, med 34 invånare per kvadratkilometer. Närmaste större samhälle är Néa Zíchni, 4,6 km söder om Anastasía. Trakten runt Anastasía består i huvudsak av gräsmarker.